# Булгари (Салаж)
Булгари (рум. Bulgari) насеље је у Румунији у округу Салаж у општини Салациг. Oпштина се налази на надморској висини од 201 m.

## Становништво
Према подацима из 2002. године у насељу је живело 258 становника, од којих су сви румунске националности.